# Ścibórz
Ścibórz (niem. Stübendorf) – wieś w Polsce położona w województwie opolskim, w powiecie nyskim, w gminie Paczków.
Do sołectwa Ścibórz należał przysiółek wsi Frydrychów, od 2009 roku stanowi oddzielne sołectwo, a od 2024 r. jest miejscowością podstawową typu osada.
W latach 1975–1998 miejscowość administracyjnie należała do ówczesnego województwa opolskiego.

## Opis miejscowości
Wieś położona jest przy drodze krajowej DK46 nad południowym brzegiem Jeziora otmuchowskiego w miejscu gdzie kończy się zapora ziemna zalewu. Przed budową w latach trzydziestych XX w. Jeziora Otmuchowskiego wieś miała głównie charakter rolniczy. Budując zalew oraz kanał ulgi jeziora zajęto znaczną część ziemi uprawnej, a wieś znalazła się w wąskim pasie ziemi między jeziorem a kanałem ulgi. Obecnie wieś głównie letniskowa z rozwiniętą bazą turystyczną. Funkcjonuje w niej kilka gospodarstw agroturystycznych, restauracje, kemping i ośrodki wczasowe.

## Nazwa
W księdze łacińskiej Liber fundationis episcopatus Vratislaviensis (pol. Księga uposażeń biskupstwa wrocławskiego) spisanej za czasów biskupa Henryka z Wierzbna w latach 1295–1305 miejscowość wymieniona jest w zlatynizowanej formie Stibornsdorf w szeregu wsi lokowanych na prawie polskim – iure polonico. Niemiecki językoznawca Heinrich Adamy w swoim dziele z 1888 r. klasyfikuje niemiecką nazwę wsi Stübendorf jako nazwę pochodzącą od charakterystyki terenu i składu gleby.

## Historia
W XVII wieku obecna wieś funkcjonowała jako dwie wsie Ścibórz Górny i Dolny. Wówczas wieś znajdowała się w księstwie nyskim przy drodze łączącej Javornik z Otmuchowem. W 1664 roku Ścibórz Górny, a w 1666 Ścibórz Dolny, został kupiony przez Jana Henryka Heymanna von Rosenthala, kanonika nyskiego i ołumunieckiego, członka rady biskupów wrocławskich. Od 1672 roku biskupa pomocniczego i administratora Księstwa Nyskiego. 

## Zabytki
Do wojewódzkiego rejestru zabytków wpisane są:
- zespół dworski, nr 68, z XVII-XIX w.:
  - dwór, w 1668 roku Jan Henryk Haymann wybudował pałac zwany obecnie dworem Heymanna[5]. Pałac, zwany także dworem, piętrowy, podpiwniczony, murowany z cegły i otynkowany budynek na planie prostokąta w stylu barokowym. Na suficie w sieni i dwóch innych pomieszczeniach dekoracje stiukowe. W związku z budową Jeziora Otmuchowskiego majątek ziemski rozparcelowano, w pałacu urządzono powiatową szkołę sportową. Po drugiej wojnie światowej w pałacu mieścił się ośrodek szkoleniowo-kolonijny pod zarządem MSW. Po 1990 roku zarządzany przez Agencję Własności Rolnej Skarbu Państwa. Sprzedany prywatnemu właścicielowi. W 2012 r. właściciel prowadzi remont pałacu. W wyremontowanej części prowadzi gospodarstwo agroturystyczne[10]. Pałac wraz z oficyną, stajnią i otaczającym je parkiem są zabytkami
  - oficyna
  - stajnia
  - park
- zajazd, z XIX w.